# سكوير بون
سكوير بون (بالإنجليزية: Squire Boone)‏ (و. 1744 – 1815 م) هو مستكشف من .